# Turrón
El turrón es una masa dulce obtenida por la cocción de miel (o azúcares) a la que se incorporan almendras peladas y tostadas. A dicha masa se le puede añadir, o no, clara de huevo para que emulsione. Dicha pasta es posteriormente amasada y tradicionalmente se le da forma final de tableta rectangular o torta. Es típica de varias zonas del sur de Europa. Se suele consumir tradicionalmente en Navidad en España e Italia, y también se suele preparar en los países de Iberoamérica.
Además del turrón tradicional, en España también se llama turrón a otras preparaciones dulces de ingredientes muy variados (chocolate, mazapán, crema catalana, fruta confitada, coco, etc.), especialmente si se comercializan en barras similares a las típicas del turrón, de aproximadamente 20 × 10 × 2 cm.
La más conocida región productora de España se sitúa en la provincia de Alicante y en menor medida en las provincias de Toledo y Lérida, en el municipio de Casinos (Provincia de Valencia), el de Cherta (Provincia de Tarragona) y los municipios extremeños de Castuera y Garrovillas de Alconétar. 
El turrón tradicional español se hace principalmente en dos tipos: el turrón de Alicante, con las almendras a la vista, que popularmente se denomina turrón duro, y el turrón de Jijona, que presenta las almendras molidas y es de apariencia pastosa, popularmente se denomina turrón blando. Ambas variedades forman parte de la gastronomía navideña española. La elaboración del turrón se concentra en las producciones de repostería tradicional de Jijona y Biar, en la provincia de Alicante (Comunidad Valenciana), y en Agramunt (Cataluña). En Casinos (provincia de Valencia), aunque también se hace "turrón duro", se comercializa principalmente una variedad de "turrón blando" de elaboración propia. 

## Historia
Durante la Antigüedad clásica, en Grecia ya se elaboraba un dulce a base de miel y almendras machacadas (como el turrón de Jijona) que los atletas participantes en los juegos olímpicos consumían antes de las competiciones para aumentar su vigor.
El turrón era también conocido en época romana con el nombre de cupedia, como demuestran algunos escritos del historiador Tito Livio. Incluso el poeta latino Marcial nos cuenta que la cupedia era una de las especialidades gastronómicas de Sannio y no es casualidad que los vendedores ambulantes de turrón en Italia se llamen "cupetari".
También se le atribuye origen árabe ya que en Las mil y una noches se menciona un dulce de características similares al turrón. Por otro lado, en el siglo XI un erudito lombardo llamado Gerardo de Cremona, tradujo y publicó un libro del médico cordobés Abdul Mutarrif, con el título De medicinis et cibis semplicibus, en el que se habla de las salutíferas cualidades de un dulce árabe llamado turun. Según está hipótesis el turrón llegaría a España con la invasión musulmana del siglo VIII.
Por otro lado, según explica Sebastián de Covarrubias en su Tesoro de la lengua castellana o española de 1611, la palabra turrón no deriva del árabe turun sino del latín torrere que significa tostado, y alude al modo en que se cocinan los ingredientes.
Lo que no parece discutir nadie es que la versión española del turrón aparece en la provincia de Alicante, al menos desde el siglo XV.
La primera receta de turrón, no aparece escrita hasta una fecha comprendida entre 1475 y 1525, en el libro anónimo Manual de mugeres en el qual se contienen muchas y diversas reçeutas muy buenas. En la actualidad gran parte de la repostería española (sobre todo en las regiones del sur) aún mantiene gran parte de este legado con dulces como el turrón o el mazapán. 
La mayoría de los académicos ubican el origen del turrón en la península arábiga, esta teoría se apoya en el tratado "De medicinis et cibis semplicibus" del siglo XI, escrito por un médico árabe, en el cual se habla del "turun". Los árabes trajeron este postre a las costas del Mediterráneo, en particular a España y a Italia. La versión española del turrón nace en el sur del reino de Valencia alrededor del siglo XV pues en época de Carlos V ya era un dulce famoso.
De forma paralela, en Castuera (Badajoz) ha existido desde la época árabe una tradición turronera que ha llegado hasta la actualidad. En Castuera se puede visitar el Museo del Turrón.
Una de las primeras menciones escritas al turrón se encuentra en el Paso 6˚ "La Generosa paliza" (1570) de Lope de Rueda, incluido dentro de El Registro de Representantes (en muchos textos se asegura erróneamente que aparece en "Los lacayos ladrones" y no es correcto), del literato sevillano Lope de Rueda : la trama de la obra consiste en la riña de un amo con sus criados porque estos se han comido su libra de turrones de Alicante que estaban encima del escritorio. 
En 1582, un documento del municipio de Alicante señala que de tiempo inmemorial, en cada año, dicha ciudad de Alicante acostumbra, para fiestas de Navidad, pagar (..) sus salarios, parte en dineros y parte en un presente que se les da, de una arroba de turrones (...). 
Con el pasar del tiempo este postre se utilizó siempre más en las celebraciones y en las tradicionales fiestas de Navidad.
El anónimo Manual de Mujeres, del siglo XVI, aporta la primera receta que se conserva para fabricar turrón. En cualquier caso, la costumbre de tomar turrón en Navidad se encontraba extendida por toda España en el siglo XVI, al menos entre los sectores más acomodados de la sociedad. 
Una carta firmada por Felipe II en 1595 exhorta, para rebajar gastos, a Que en turrón y pan de higos para presentar la Navidad, prohíbo y mando que no pueda gastar esa mi ciudad [de Alicante] más de cincuenta libras cada año. 
Durante los siglos XV, XVI y XVII, el turrón se fabricaba no solo en Jijona sino también en Alicante ciudad. En época de Carlos II, la injerencia de los gremios de pasteleros de la ciudad de Valencia agrupados en el "Colegio de la Cera" sobre la regulación de la actividad del turrón en Alicante provocó un pleito porque pretendían someter a los maestros turroneros y confiteros alicantinos a sus estatutos. Por este motivo y por la novedad que supuso el chocolate, su elaboración en Alicante desapareció en su mayor parte, convirtiéndose desde entonces Jijona, más alejada de la atención de las corporaciones gremiales valencianas, en el único gran centro de producción del turrón.
En la "Crónica de la Muy Ilustre, Noble y Leal Ciudad de Alicante" del dean Bendicho escrita en el siglo XVII se dice El turrón que comúnmente dicen de Alicante que fabricándose solo de miel y almendras, parecen sus trozos jaspes blancos. Si bien ya empezaba el de yema tostada.
Al parecer, el azúcar fue un ingrediente que se empezó a añadir más tardíamente, ya que se empieza a mencionar para fabricar turrón solo desde el siglo XVIII, coincidiendo con la plantación masiva de caña de azúcar en América y la extensión de la libertad de comerciar con América a un mayor número de puertos españoles, entre ellos al puerto de Alicante. De esa época es el llamado turrón de nieve y el de guirlache. 
En la provincia de Valencia, en 1881, con la llegada de la elaboración de peladillas a la localidad valenciana de Casinos, se inició la elaboración artesanal del turrón primeramente en sus variedades de yema, yema tostada, blando y duro de almendra, mazapán o guirlache. Hoy en día, Casinos es el punto principal de referencia de elaboración artesanal en la provincia de Valencia por sus afamadas peladillas y turrones. 
En la tradición cremonese en Italia, el primer turrón se sirvió el 25 de octubre de 1441 en el banquete para la boda, celebrada en Cremona, entre Francesco Sforza y Bianca Maria Visconti. El postre, siempre según la tradición, fue modelado reproduciendo la forma del Torrazzo, el campanario de la ciudad, del cual tomaría su nombre. Este episodio se conmemora cada año con un Festival de turrón [6]. Sin embargo, la primera noticia cierta sobre el turrón en Cremona se remonta a 1543, cuando la ciudad compró un poco de turrón para donarlo a algunas autoridades, especialmente a las milanesas.
Actualmente, España es el primer productor mundial de turrón, mazapán y dulces de Navidad. En 1992, se exportaron 1400 toneladas de turrón de Jijona casi exclusivamente a Iberoamérica. También están penetrando con mucho éxito en Extremo Oriente y Japón e incluso en países con gran tradición exportadora de dulces como Reino Unido, Alemania y Francia. En este sentido, 32 de los principales grupos empresariales del sector del turrón en España facturaron más de 440 millones de euros a cierre de 2015.

## Características y elaboración
El proceso de elaboración es auténticamente tradicional y, aunque las modernas maquinarias facilitan su producción industrial y garantizan una mayor calidad, el sector turronero sigue guiándose por la misma "receta" de siempre.
Para elaborar el turrón duro, o de Alicante, se cuece la miel en una olla de doble fondo "malaxadora", se bate, se le añade el azúcar y la clara de huevo. Se van vertiendo los capazos de almendras tostadas y sin piel. La pasta resultante se mezcla con grandes palas de madera y movimientos rítmicos hasta que el maestro turronero prueba un pequeño bocado y da por concluida esta fase, llamada "punto de melero". La masa obtenida se deposita en moldes y se cubre con la oblea, se corta en barras, se enfrían y seguidamente se envasan al vacío, para poder conservarlas más de un año.
Para obtener el turrón blando o de Jijona, después de la malaxación y el batido, se muele durante media hora y se pasa la masa a las refinadoras para que quede totalmente pulverizada; se traslada a otro depósito donde se mezcla, actuando entonces el "boixet", palabra valenciana que designa un pequeño mortero, aquí el producto se convierte en el turrón de Jijona. Se deja reposar durante dos días para que endurezca, se corta y se envasa.

## Variedades españolas

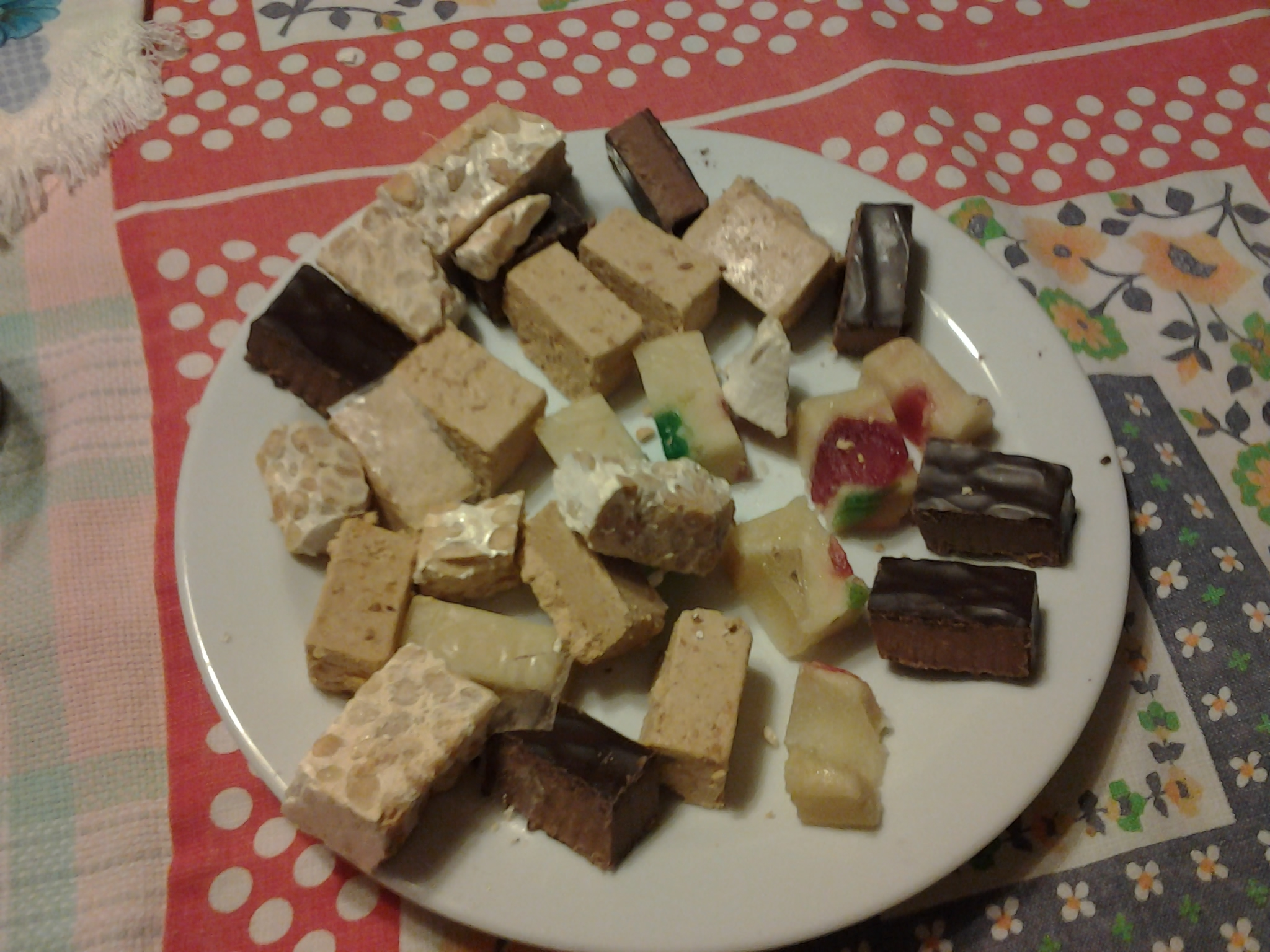
Típica bandeja navideña con variedad de turrones españoles

El turrón se encuentra en diversas localidades a lo largo de la geografía mediterránea. En algunos casos se denomina nougats y consisten en una mezcla de un elemento dulce coagulado en el que se encuentra inmersa una cierta cantidad de frutos secos. 

### Turrón de Alicante o duro y de Jijona o blando

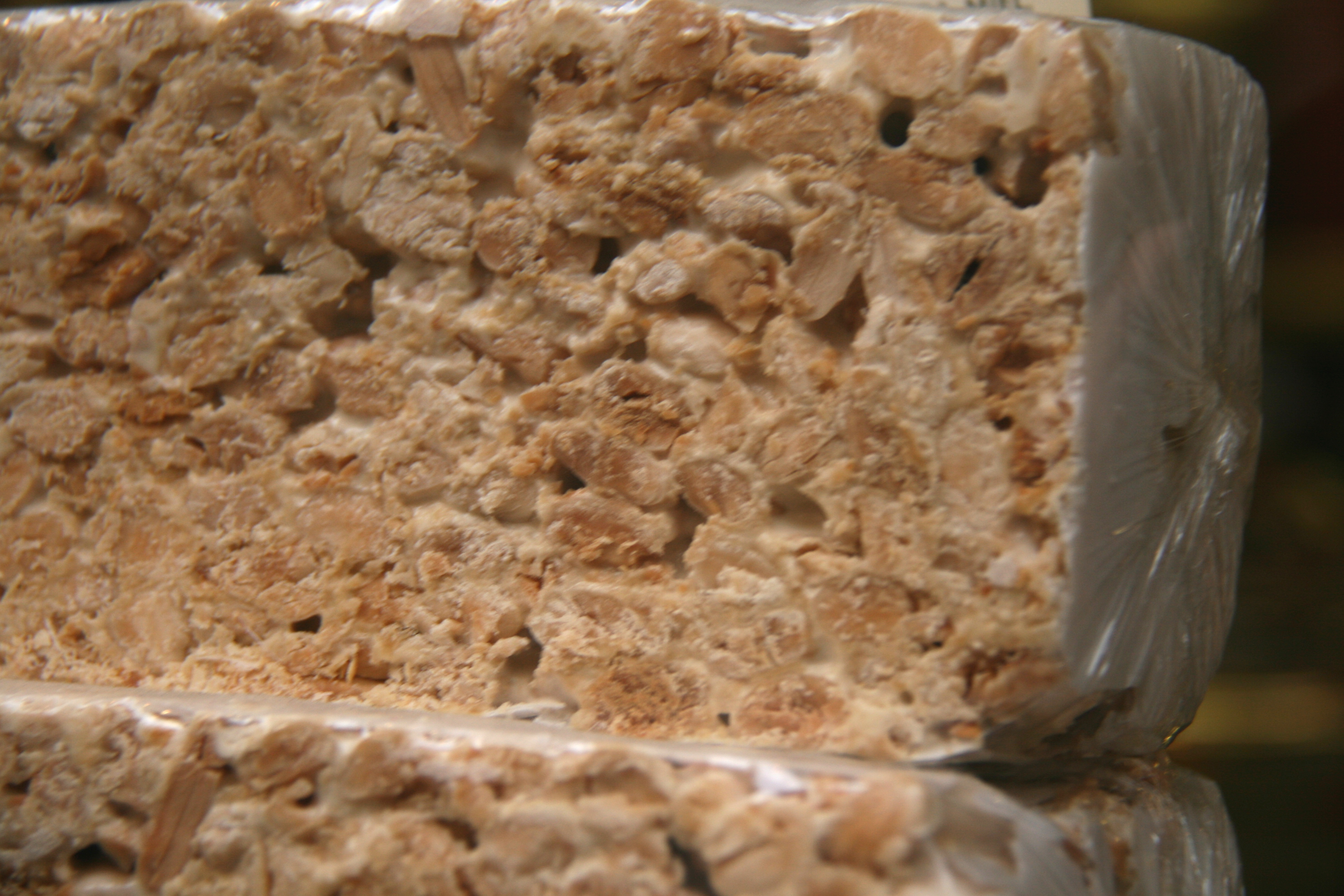
Detalle de un ejemplar de pastilla de turrón de Alicante, el que puede verse la abundancia de almendras empleada en su masa.

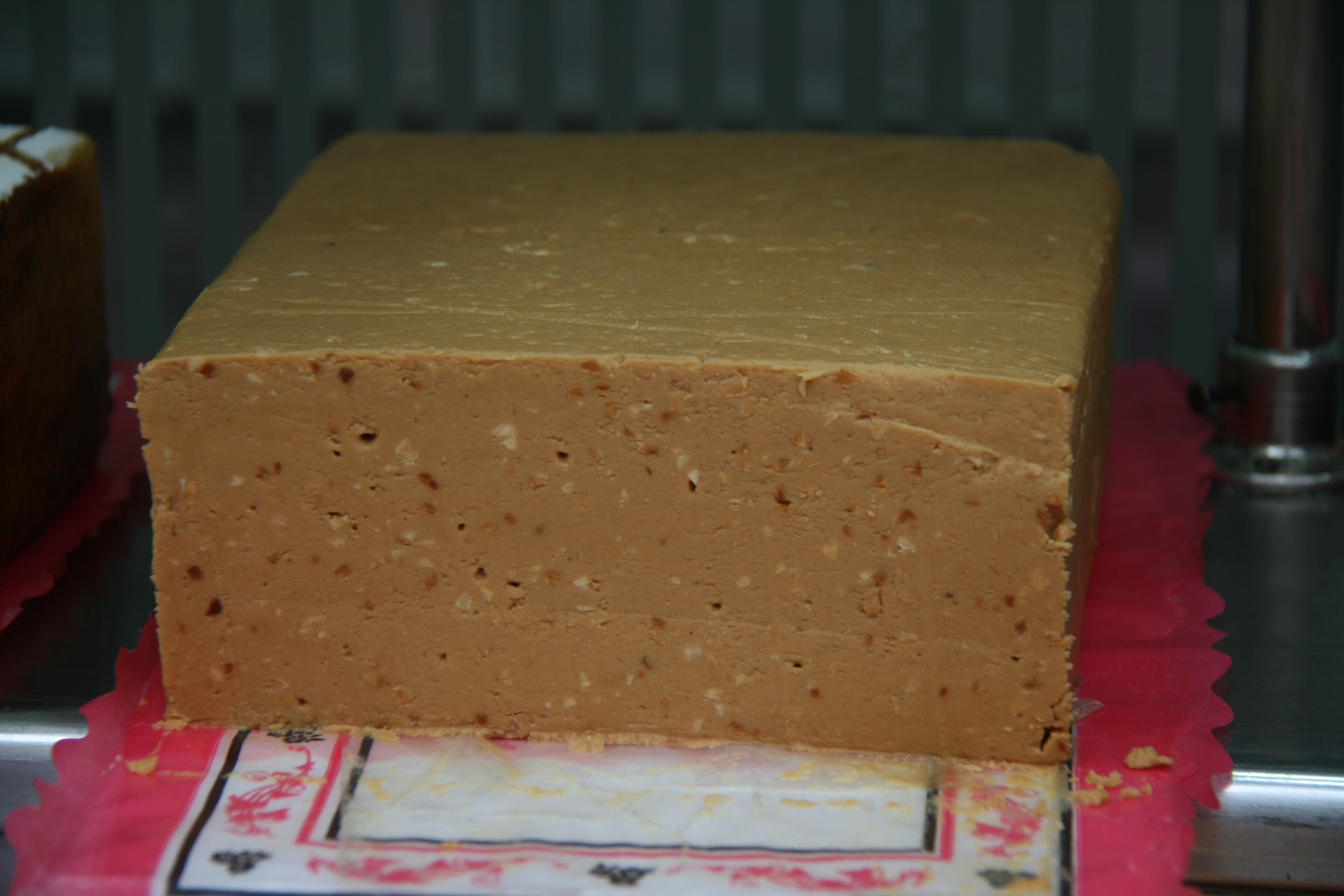
Ejemplar de turrón de Jijona (denominado turrón blando).

Esta repostería comprende dos variedades principales: duro o de Alicante y blando o de Jijona. 
- Turrón duro o Turrón de Alicante: Consistente en una masa de miel, azúcar, clara de huevo y almendras marcona enteras, también puede llevar oblea.[10][11]

- Turrón blando o Turrón de Jijona: Consistente en una masa molida de miel, azúcar, clara de huevo y almendras marcona.[12][11]

Tanto la denominación "Turrón de Alicante" como "Turrón de Jijona" son exclusivas de los turrones duros y blandos fabricados en la localidad de Jijona (Alicante). De su protección se encarga el Consejo Regulador.

### Otras variedades
- Turrón de yema tostada: típico catalán. Creado inicialmente como turrón de yema por los turroneros de Jijona para aprovechar las yemas de los huevos tras introducir las claras en la elaboración de los turrones duro y blando,[14] posteriormente, en 1850, un pastelero barcelonés quemó el turrón inspirándose en como se procede con la crema catalana.[15]
- Turrón de Agramunt: Consistente en una masa de miel, azúcar, clara de huevo y avellanas enteras, aunque a veces puede contener también almendras marcona.
- Turrón de Cherta: elaborado con avellanas o almendras, miel, azúcar y clara de huevo. Tiene forma circular.[16]
- Turrón de gofio o turrón canario: con harina tostada de maíz, producto típico de Canarias.
- Turrón de trufa: hecho con chocolate y otros ingredientes, se trata en realidad de un bombón de buena calidad y dimensiones de turrón, que como este se corta en barritas.
- Turrón de chocolate (múltiples variedades: chocolate con arroz inflado, chocolate blanco, chocolate negro, chocolate con frutos secos, tales como avellanas o almendras, chocolate con guindas, etc.)
- Turrón de coco: contiene coco rallado en gran cantidad. Es una de las variedades más antiguas de entre las "modernas", es decir, aparte del turrón duro y blando de almendras o avellanas.
- Guirlache
- Turrón de Mariola: praliné de licor de herbero, bañado con chocolate. Este dulce surge en el año 2001 en Heretat de Soler de Biar, homenaje a la emblemática sierra de Mariola.

Las variedades de turrón han ido creciendo y la oferta actual llega a: turrón de nata y nueces, turrón de mazapán y frutas, turrón de pistacho, turrón a la piedra, etc.
Progresivamente se han ido creando nuevos sabores, por lo que, por ejemplo, en el mercado podemos encontrar turrones con los sabores siguientes: café, mousse de piña, mousse de limón, yogur, crema catalana, yema con cerezas, ron con pasas, yogur, etc.

## Turrones en otros países
- El Nougat es un dulce francés, de aspecto y gusto similares al turrón español. El nougat más famoso es el de la ciudad de Montélimar (Drôme).
- En Italia el turrón existe con el nombre de Torrone.
- En Dinamarca se le denomina fransk nougat.
- En los países árabes e Israel existe también un dulce muy similar emparentado con el turrón: la halva o turrón de sésamo, hecho con sésamo molido, miel, y a veces fruta o pistacho.
- El chumbeque son dulces tradicionales del sur de Perú y norte Chile parecidos al turrón.

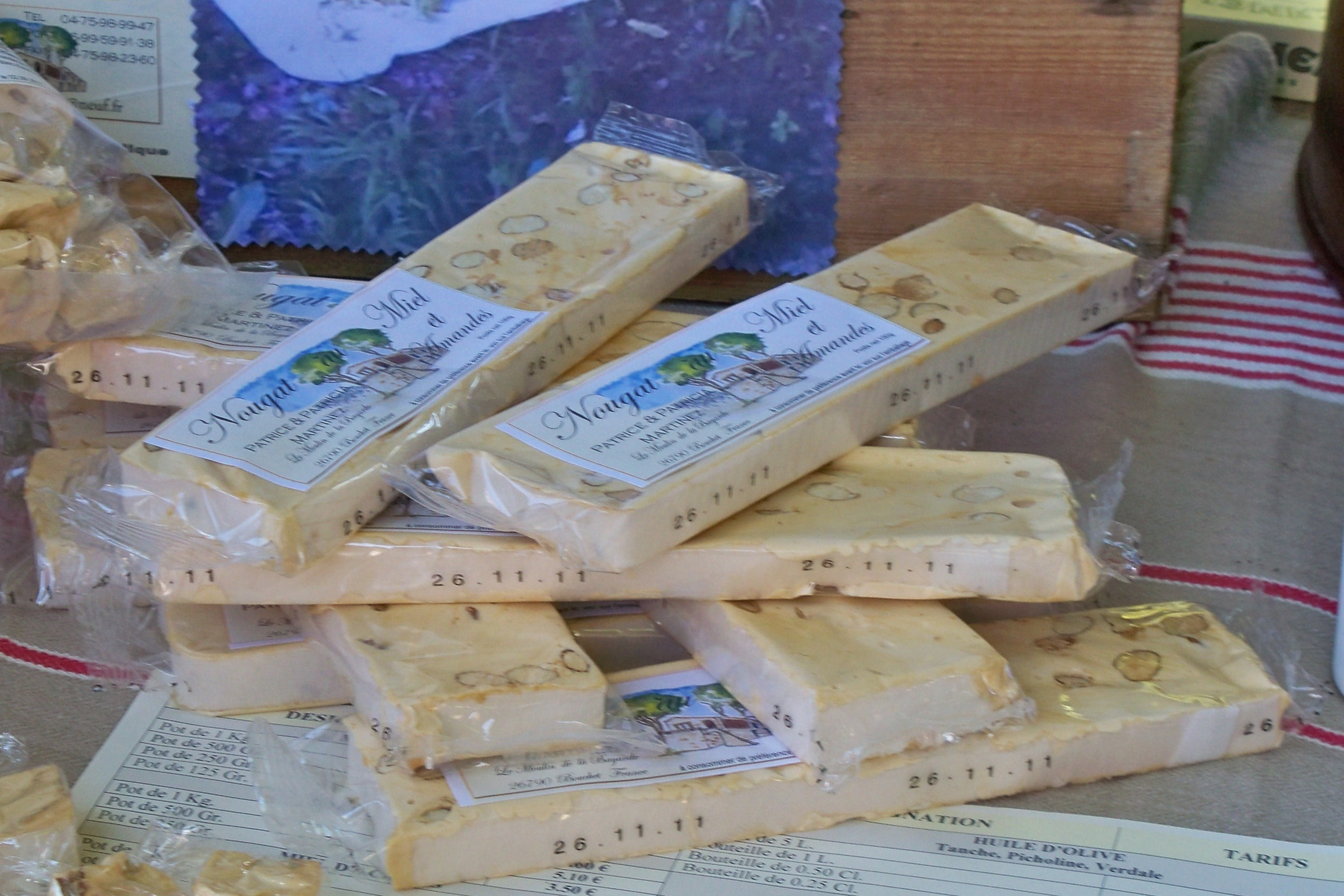
Nougat francés
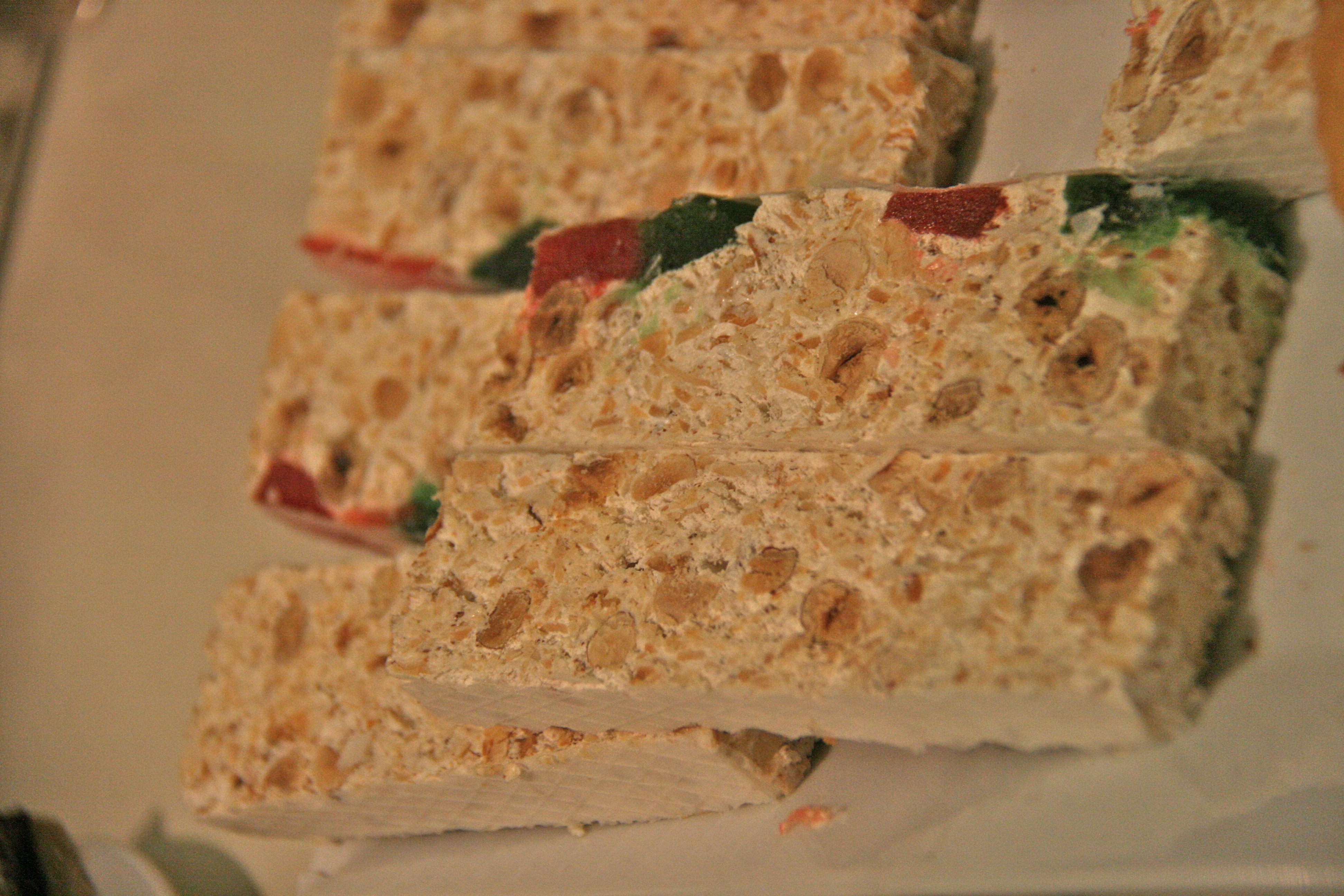
Nougats en una pastelería de Praga.
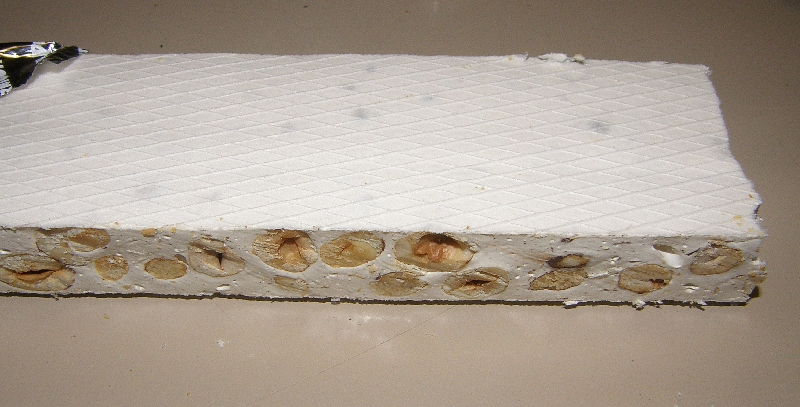
Torrone clásico de Italia
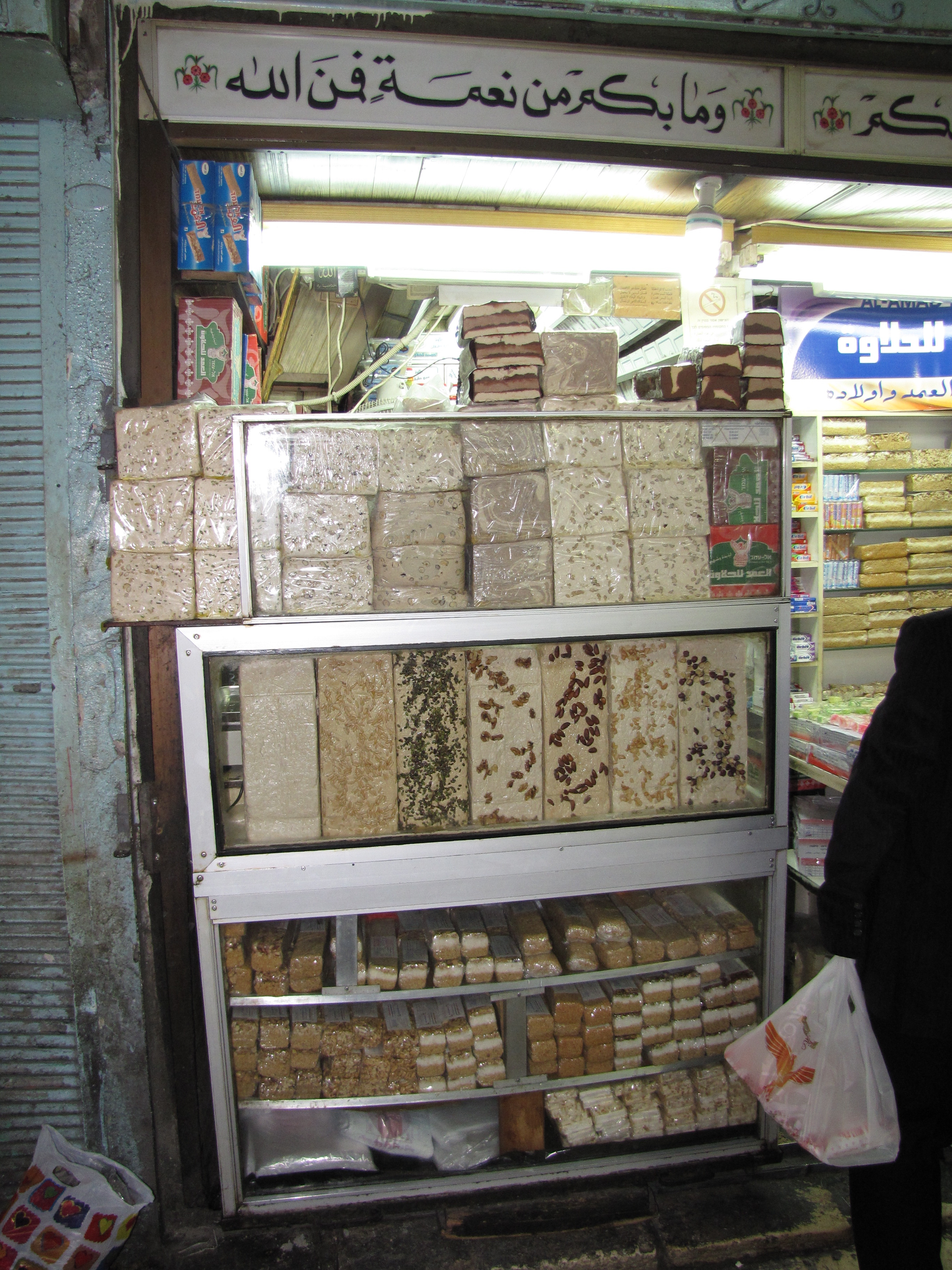
Halvas en Palestina
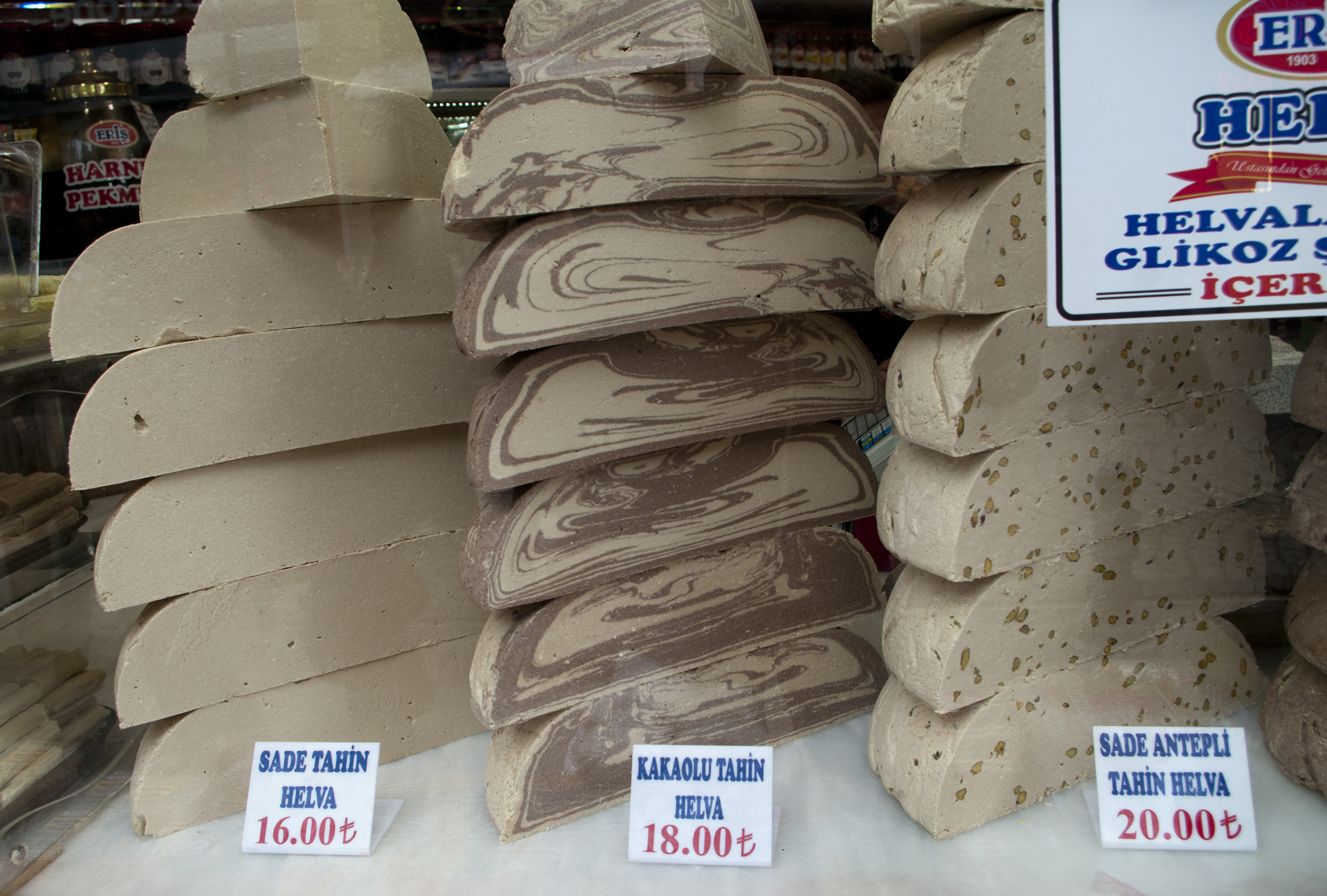
Tahin helva de Turquía
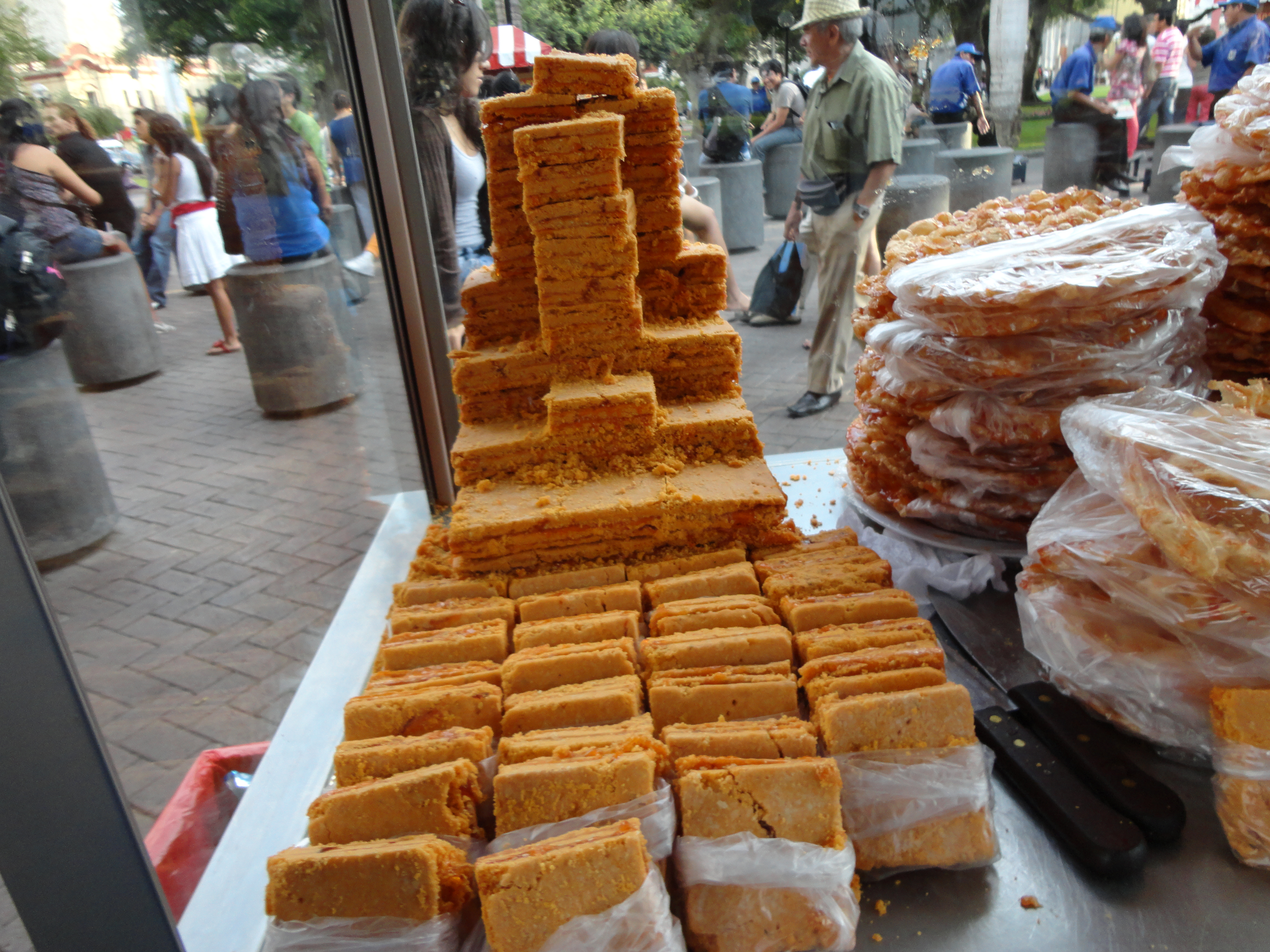
Chumbeques piuranos
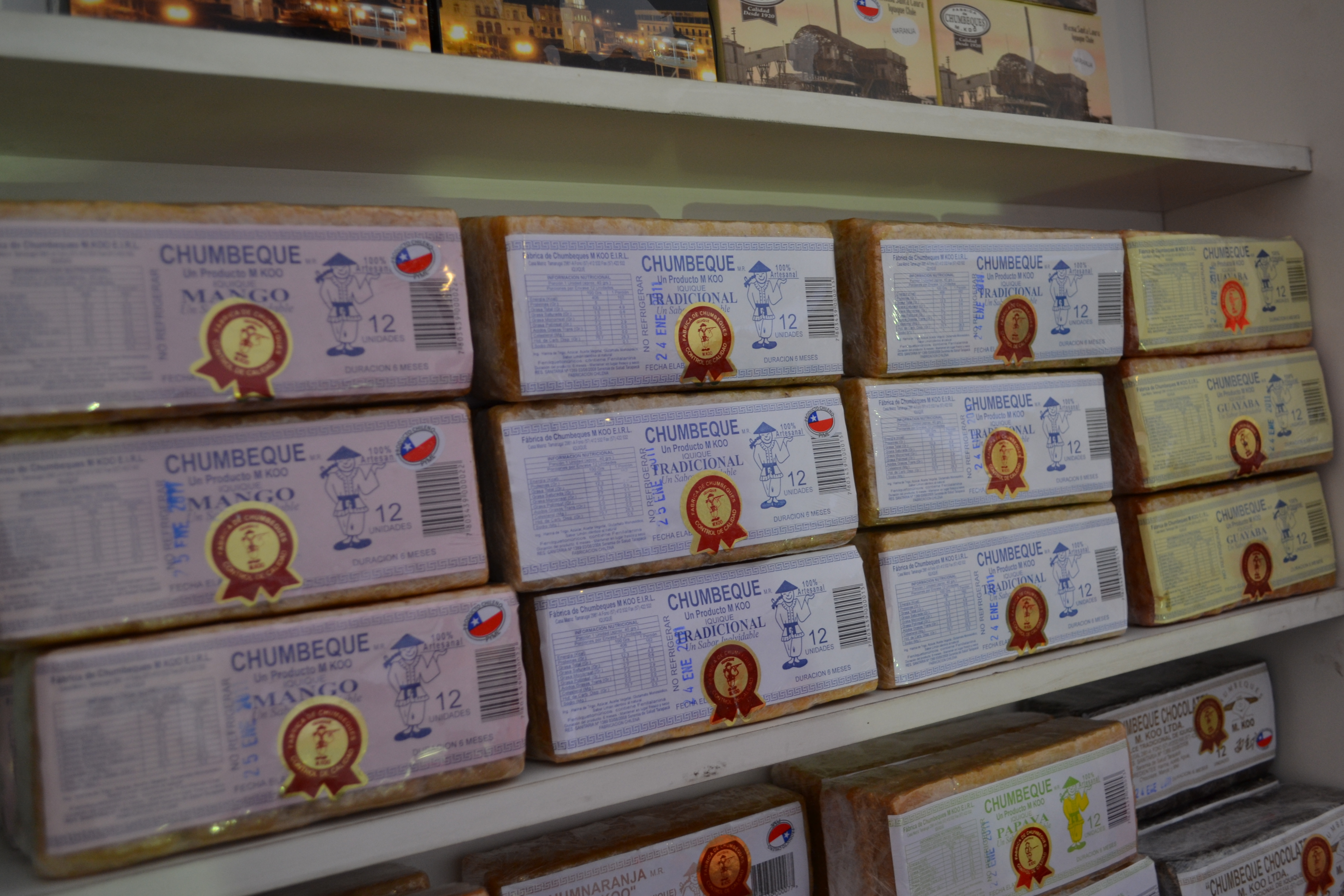
Chumbeques chileno